# Cornelis Lieste
Cornelis Lieste (Haarlem, 26 oktober 1817 – aldaar, 24 juli 1861) was een Nederlands kunstschilder en lithograaf. Hij schilderde vooral landschappen in de stijl van de romantiek.

## Leven en werk
Lieste werd in 1835 door zijn vader naar de ‘Stads-Teekenschool’ in Haarlem gestuurd, waar hij leerling was van Johannes Reekers . Vervolgens leerde hij van 1837-1838 bij Nicolaas Johannes Roosenboom het schilderen van zomer- en winterlandschappen, rivier- en strandgezichten.  Hij ontving in 1839 de ‘grote zilveren medaille’ (eerste prijs) op de Tentoonstelling voor Levende Meesters, gehouden bij de Koninklijke School voor Nuttige en Beeldende Kunsten te ’s-Hertogenbosch voor 'Landschap bij Winter'. Op 23-jarige leeftijd maakte hij een studiereis naar België en Duitsland. Hij maakte vooral naam als landschapschilder in de toentertijd Nederlandse stijl van de romantiek. Vaak maakte hij schetsen in de Noord-Hollandse duinen. Typerend waren zijn weidse luchten bij een lage horizon en een vaak overweldigend tegenlicht, op grond waarvan hij ook wel de "schilder van het licht" werd genoemd. Naast heidevelden maakte hij winterstukken of boslandschappen met fijn gedetailleerde bomen. 
Lieste bezocht in 1840, tijdens een reis door Duitsland, hoogstwaarschijnlijk Barend Cornelis Koekkoek te Kleef en bestudeerde mogelijk diens oeuvre. 
In 1846 werd hij tot lid benoemd van het ‘Teeken-kollegie’ Kunst Zij Ons Doel te Haarlem met bestuursfunctie, en werd hij op 4 februari 1846 benoemd tot lid van de Koninklijke Akademie van Beeldende Kunsten te Amsterdam. Hij trad in 1847 toe tot de Vrijmetselaarsloge in Haarlem en maakte een reis naar de Hartz in Duitsland.
Lieste zorgde met zijn kunstbroeders bij de Amsterdamse Rembrandtviering in 1852 voor de zaaldecoratie in de Parkzaal aan het Wertheimplantsoen te Amsterdam. Tussen 1853 en 1856 reisde hij door de Rijnstreken, Zwitserland en Noord-Italië, op welke reis zijn berggezichten ontstonden en spectaculaire watervallen. Van 1854 tot 1856 verbleef hij regelmatig met diverse andere schilders in Oosterbeek, waar hij onder andere heidegezichten schilderde met een wat meer realistische inslag. Vlak voor zijn overlijden maakte hij nog een reis door Twente en Drenthe met zijn schetsboek en tekende daarin landschappen en enkele Hunebedden. Lieste maakte ook lithografisch werk alsmede enkele stillevens met bloemen.
Lieste was de leermeester van Hendrik Dirk Kruseman van Elten, Constant Gabriël en Arentina Hendrica Arendsen. Hij trad op 28 juli 1858 in het huwelijk met Johanna Cornelia Burman (1838-1887), maar overleed twee jaar later op 24 juli 1861 aan een borstkwaal, op 43-jarige leeftijd, een zwangere vrouw en een kind van nog geen twee jaar oud achterlatend. Werk van zijn hand bevindt zich in de collecties van onder andere het Rijksmuseum Amsterdam, het Amsterdam Museum, het Teylers Museum te Haarlem, Museum Boijmans Van Beuningen te Rotterdam, het Stedelijk Museum Zwolle en het B.C. Koekkoek-Haus te Kleef.

## Galerij

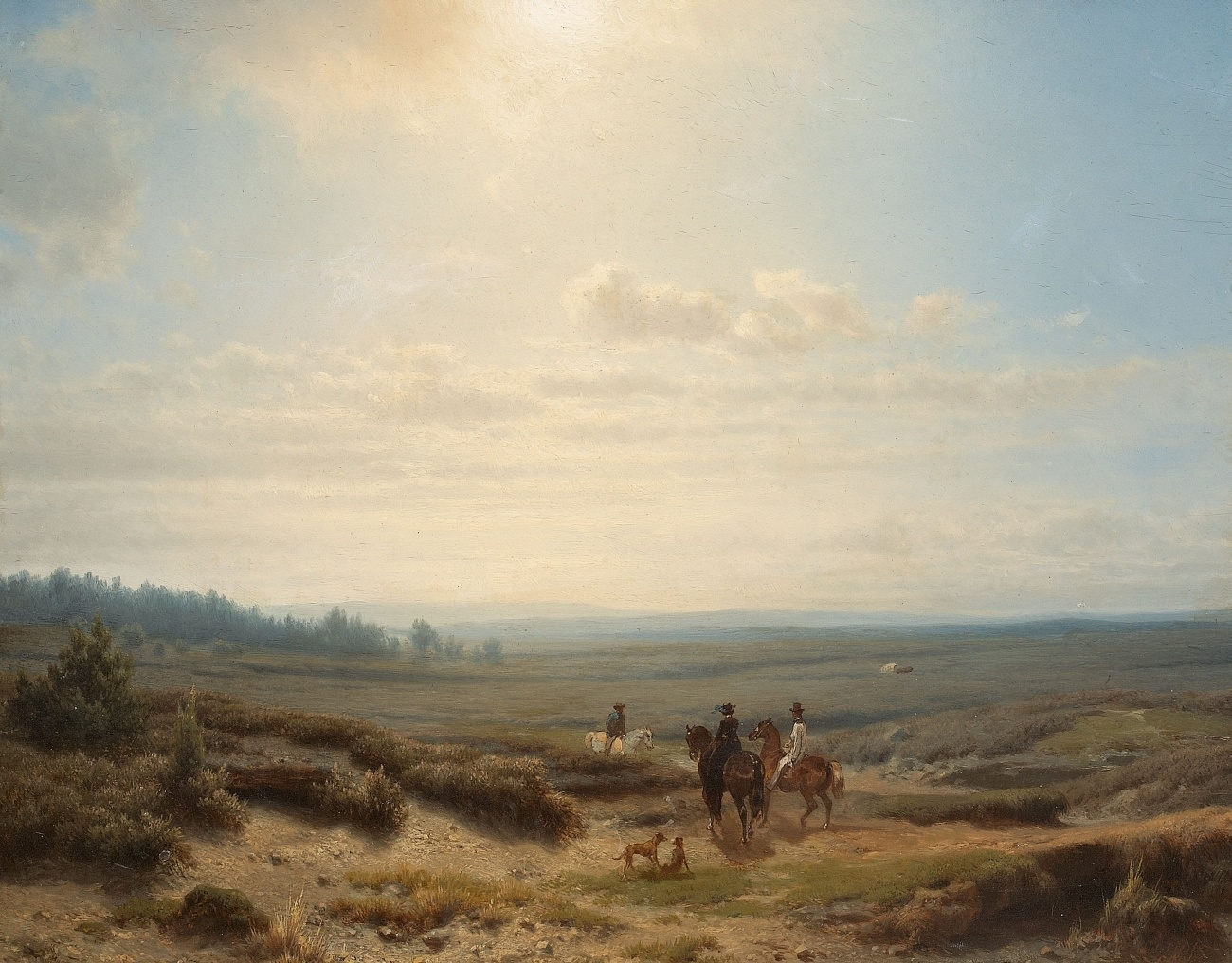
Ruiters in een weids landschap
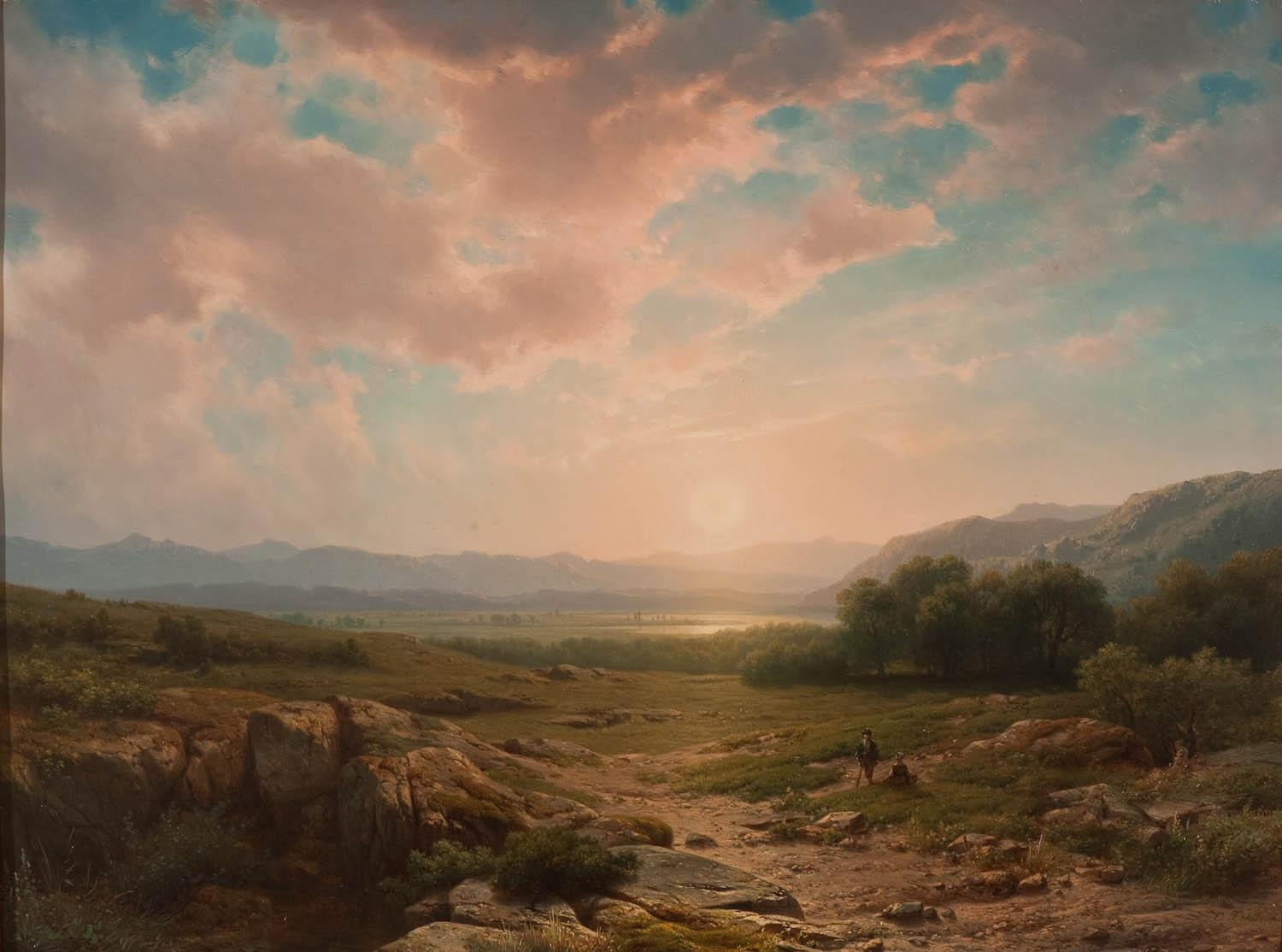
Landschap met eenzaam koppel bij zonsondergang
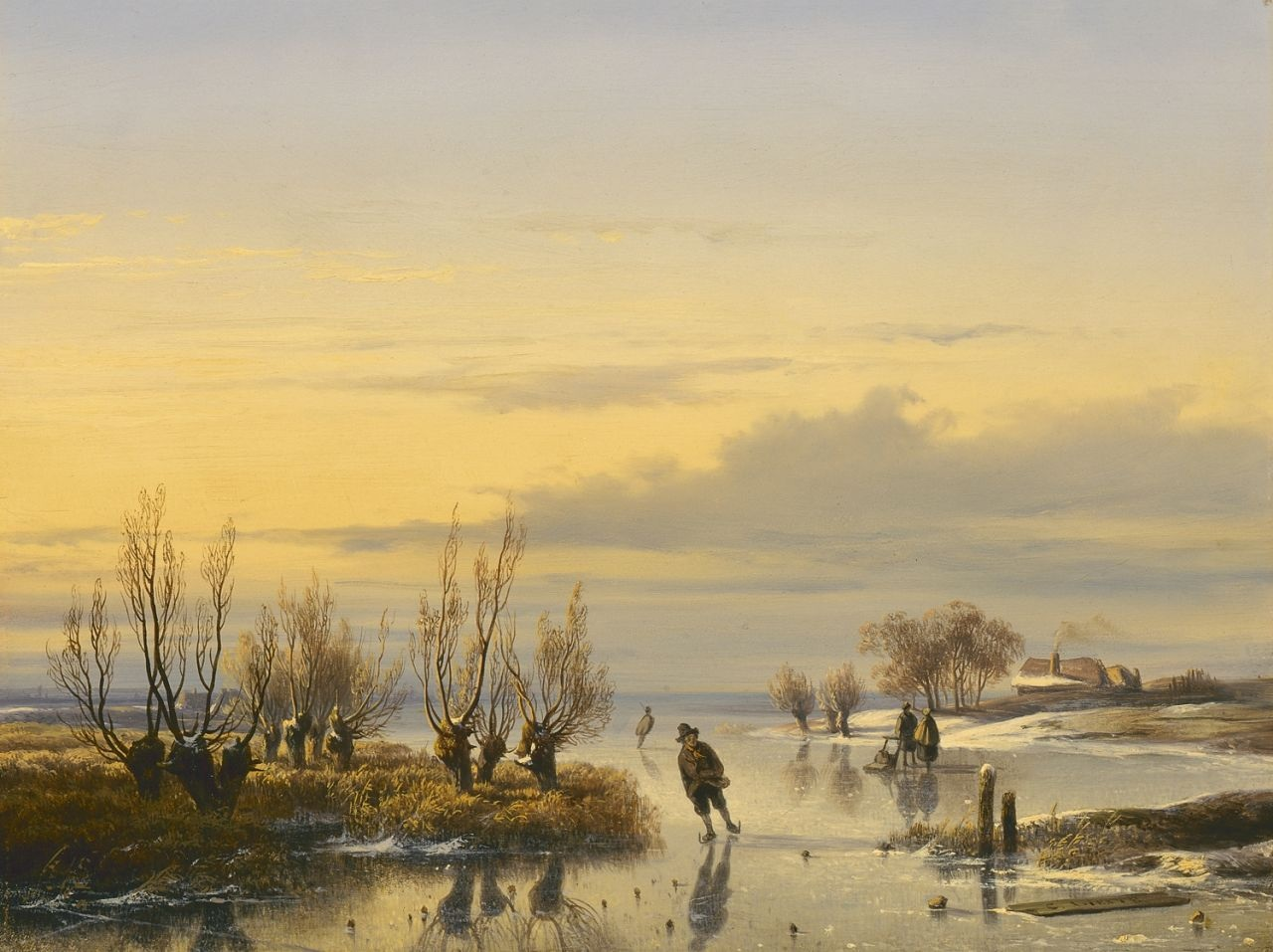
IJsgezicht bij zonsondergang
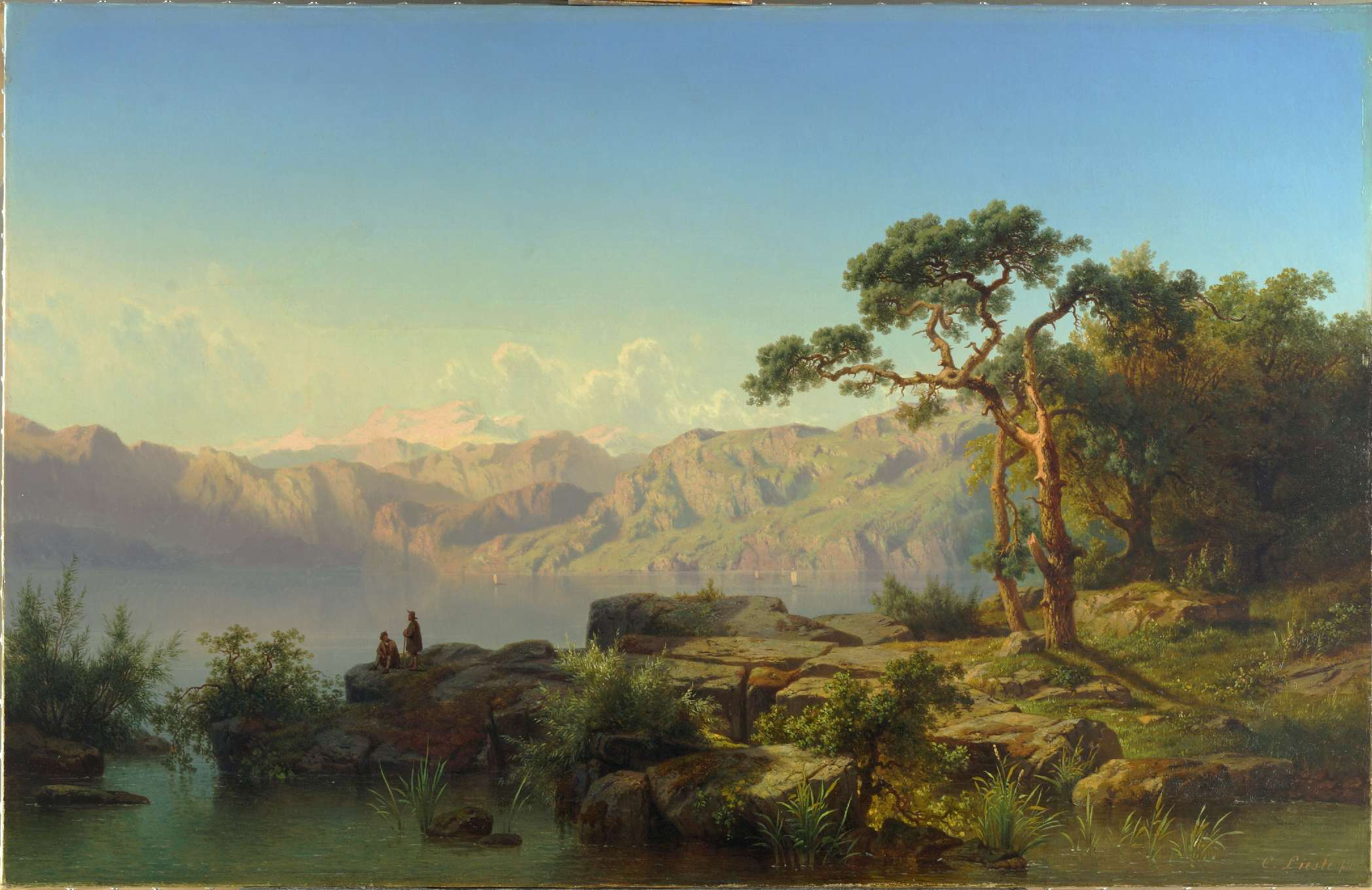
Bij het Comomeer - Lake Como at sunset
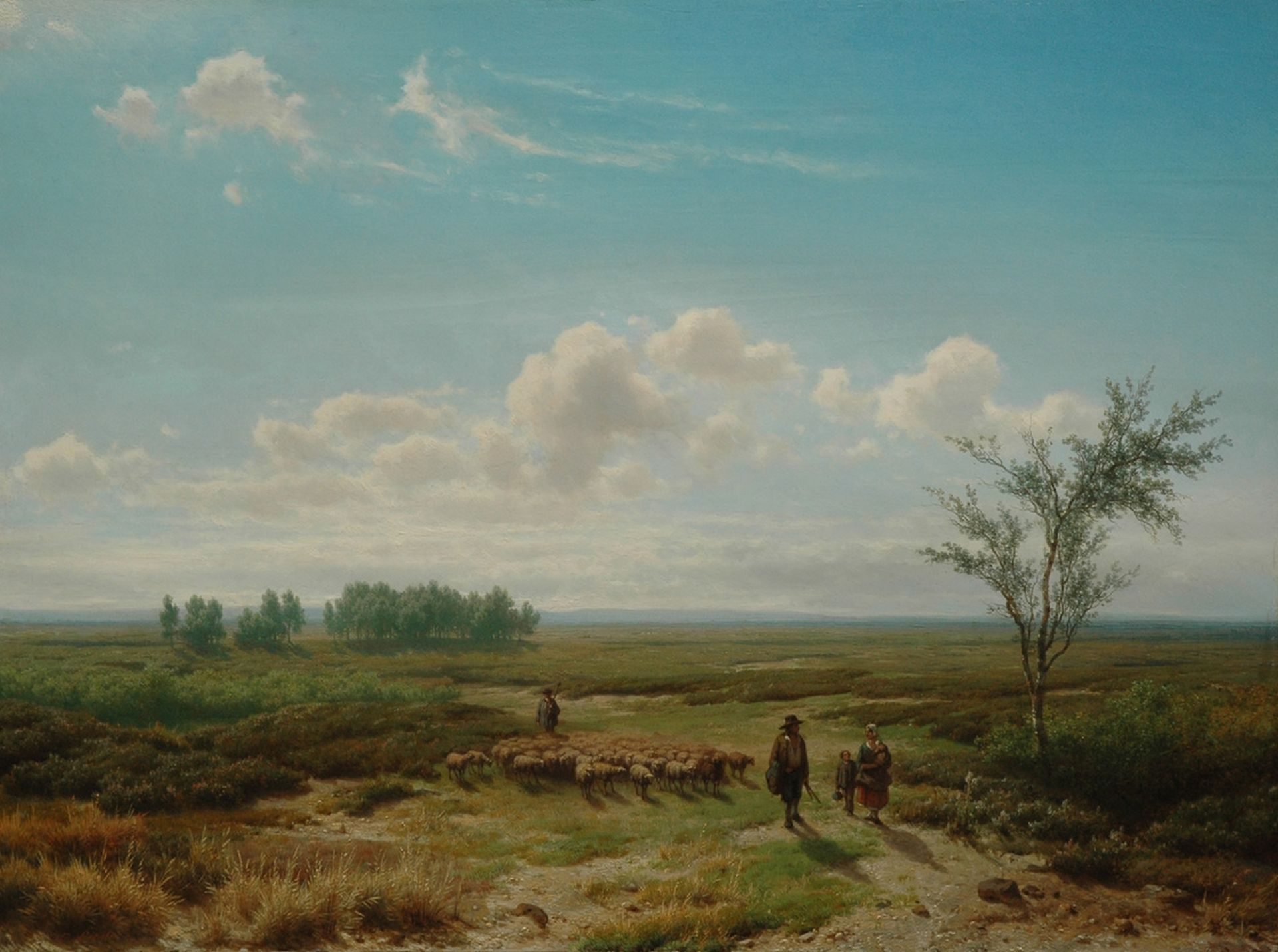
Weids heidelandschap - Wide heather landscape